# Стратонов Всеволод Вікторович
Все́волод Ві́кторович Страто́нов (*17.04.1869, Одеса, Україна — †6.07.1939, Прага, Чехія) — астрофізик. У 1910 та 1919 роках одержав премію Російського астрономічного товариства за дослідження з астрономії, зокрема книги «Сонце» і «Зірки».

## З біографії
Навчався в Новоросійському університеті (1891). Його вважали одним з найталановитіших астрофізиків кінця ХІХ — початку ХХ століть. Завершуючи університетського навчання, В. Стратонов здобув золоту медаль за дипломну роботу «Пасажний інструмент та визначення географічних координат».
- 1891—1892 — працював астрономом в Одеській обсерваторії.
- 1893—1895 — астроном Пулковської обсерваторії.
- Від 1895 до 1905 року співробітник Ташкентської обсерваторії.

У цей період В. Стратонов зробив понад 400 знімків зіркового неба та небесних світил, у тому числі майже 200 фотознімків кулястих і розсіяних зіркових скупчень, 85 знімків малої планети Ерос, Чумацького Шляху, світлих і темних туманностей. Відкрив зменшення числа зірок у Чумацькому Шляхові з розподіленням їх по довготах. Встановив, що немає єдиного закону обертання Сонця — кожний широтний пояс має свою швидкість обертання.
У період революційних подій та громадянської війни в Росії В. Стратонов займався педагогічною діяльністю — очолив фізико-математичний факультет Московського університету, консультував Наркомос (Народний комісаріат освіти) у питаннях видання наукової літератури. Восени вчений брав участь у підготовці до відкриття Туркестанського університету.
1921 року вчений став одним із засновників Російського астрофізичного інституту (РАФІ) та його директором.
1922 року він був арештований і висланий з Росії. В Європі В. Стратонов спочатку жив у Берліні — сприяв організації Російського наукового інституту, де б могли продовжити свою освіту діти
російських емігрантів, а науковці та педагоги — займатися науковими дослідженнями.
1923 переїхав до Праги: читав науково-популярні лекції з астрономії в містах Чехії, а також у Литві, Латвії та Естонії. Після набуття громадянства вчений викладав астрономію у Вищому технічному училищі Праги. Останні роки свого життя вчений присвятив обробці своїх спостережень малої планети Ерос, які він виконав ще в Ташкенті в 1900—1901 роках.

## Творчий доробок
В. Стратонов видав кілька книг. Зокрема, цінним є проілюстрований том «Сонце» — художнє оформлення виконувалось у Відні, а друкували книгу в Тифлісі (нині Тбілісі).
У чеський період В. Стратонов видав (у перекладі чеською) збірник «Астрономія», який 1929 року був перекладений німецькою мовою.